# Рибальченко Михайло Іванович
Риба́льченко Миха́йло Іва́нович (1910, Одеса — 1994, Одеса) — радянський та український велогонщик, триразовий чемпіон СРСР. Заслужений майстер спорту СРСР, кавалер ордену «Знак Пошани».

## Біографія
Народився 1910 року в місті Одеса.
У 1928 році став чемпіоном України з кросу на 30 км з результатом 56 хвилин 12.8 секунди (за умовами змагань протягом дистанції велогонщики 2 км рухались пересіченою місцевістю у протигазах).
З 1931 року — член збірної команди СРСР з шосейних гонок.
У 1934 році вперше став чемпіоном СРСР у парній гонці на треку. Наступного, 1935, року разом з чотирма одноклубниками з київського «Динамо» здійснив безпрецедентний в історії світового спорту велопробіг Одеса — Владивосток..
Ще двічі, у 1935 та 1938 роках, ставав чемпіоном СРСР.
У 1940 році протягом нетривалого часу встановив 18 загальноукраїнських та загальносоюзних рекордів.
Під час німецько-радянської війни перебував на тимчасово окупованій румунськими військами території. Відмовлявся від пропозицій брати участь у престижних велогонках у Бухаресті. Неодноразово заарештовувався румунською владою, звідки його викупляла дружина, продаючи цінні спортивні призи.
Після війни був визнаний «ворогом народу» й засуджений до 10 років заслання на вугільних шахтах півночі СРСР.
Помер 1994 року в Одесі.

## Книга рекордів Гіннеса
З 24 травня по 13 червня 1937 року проходив 1-й Український велотур загальною довжиною у 2265 км. М. Рибальченко став його переможцем, випередивши киянина Савельєва, що посів друге місце, на 8 годин 8 хвилин 20 секунд. Це максимальний відрив лідера, що занесений до «Книги рекордів Гіннеса» й неперевершений до сьогодні.

## Нагороди і почесні звання
- Орден «Знак Пошани» (1935) — за участь у велопробізі Одеса — Владивосток.
- Заслужений майстер спорту СРСР (1938).